# Tetraneura paiki
Tetraneura paiki är en insektsart. Tetraneura paiki ingår i släktet Tetraneura och familjen långrörsbladlöss. Inga underarter finns listade i Catalogue of Life.